# True Grit (película de 1969)
True Grit (Valor de ley en España y Temple de acero en Argentina) es una película estadounidense de 1969 del género western, dirigida por Henry Hathaway y protagonizada por John Wayne, Glen Campbell, Kim Darby, Jeremy Slate, Robert Duvall, Dennis Hopper, Strother Martin y Jeff Corey en los papeles principales.

## Sinopsis
El alguacil Reuben J. Rooster Cogburn, tuerto y bebedor, vive con un chino y un gato. Un día es contratado por una muchacha, Mattie Ross, para matar a Tom Chaney, que había asesinado a su padre. Por ello Cogburn tiene ahora que cargar con la compañía de la muchacha y más tarde del agente de los Rangers de Texas La Boeuf, que también busca al fugitivo Chaney por haber asesinado a un senador.
Sin embargo, Chaney se ha unido mientras tanto a una banda liderada por Ned Pepper, y por ello no va a ser nada fácil terminar con éxito la tarea.

## Recepción
La obra cinematográfica tuvo tanto éxito que siete años más tarde se hizo una secuela de ella. En ella John Wayne recibió el único Óscar como actor en su carrera.

## Premios
- Ganadora del premio Oscar al mejor actor 1969 (John Wayne).
- Ganadora del Globo de Oro 1970 al mejor actor (John Wayne).
- Ganadora del premio Golden Laurel 1970 al mejor actor (John Wayne).